# Aleksandr Pypin

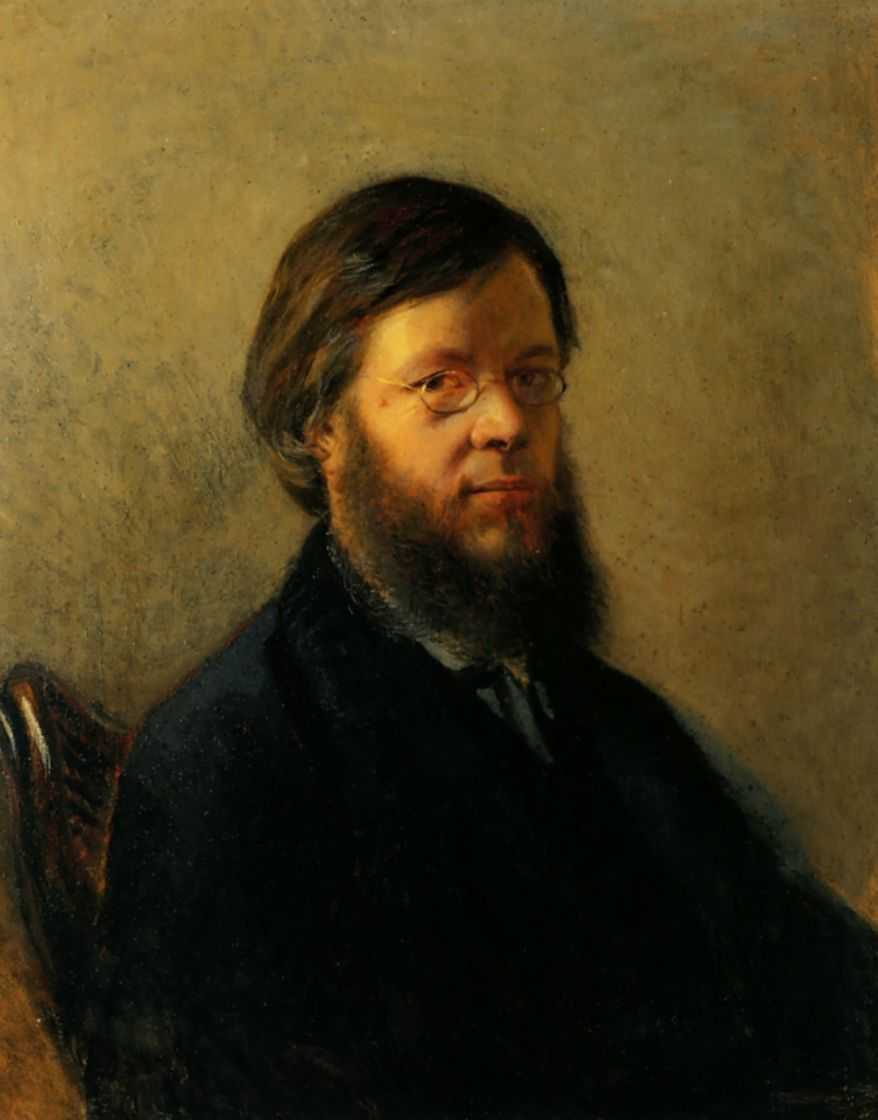
Aleksandr Pypin.

Aleksandr Nikolajevitj Pypin (ryska: Александр Николаевич Пыпин), född 6 april (gamla stilen: 25 mars) 1833 i Saratov, död 9 december (gamla stilen: 26 november) 1904 i Sankt Petersburg, var en rysk litteraturforskare.
Pypin författade redan som student en ordbok till Novgorodkrönikan i ryska vetenskapsakademiens "Sbornik" (1852) och väckte stort uppseende med sin doktorsavhandling (1857), Otjerk literaturnoj istorii starinnych povjestej i skazok russkich, i vilken han på grundval av självständig forskning påvisade de ryska folksägnernas historiska utveckling och samband med bysantinska, sydslaviska och västerländska stoff. Bland annat upptäckte han handskriften till den gamla ryska lärodikten om "Gore-zlotjastie" (dryckenskapens förbannelse i berättande form, svensk översättning i Alfred Jensens Rysk litteratur, 1912). 
Efter en tvåårig utländsk studieresa utnämndes han 1860 till extraordinarie professor i rysk litteraturhistoria, men lämnade platsen 1861 på grund av studentoroligheterna och var 1863-66 först medarbetare, sedan huvudredaktör av tidskriften "Sovremennik". Redan 1861 publicerade han i tredje delen av "Pamjatniki starinnoj russkoj literatury" sina undersökningar om den ryska medeltidslitteraturens apokryfiska böcker, Lozjnyja i otrečennyja knigi russkoj stariny. År 1865 utkom hans gedigna slaviska litteraturhistoria, Obzor istorii slavjanskich literatur, vars polska avdelning sköttes av Włodzimierz Spasowicz. I ny, betydligt utvidgad upplaga utkom den 1874-81 under titeln Istorija slavjanskich literatur (översatt till tyska och franska), som blev grundläggande för den litteraturhistoriska slavistiken, trots att den storryska avdelningen inte medtogs i detta sammanhang. 
Pypins övriga litterära storverk är Obstjestvennoje dvizjenie v Rossii pri Alexandrě I (1871; andra upplagan 1885, tysk översättning 1894), Charakterjstiki literaturnych mnjenij ot 1820 do 50-ich godov (En översikt över de litterära strömningarna 1820-50 i Ryssland; andra upplagan 1890), Bjelinskij, ego zjizn i perepiska (1876, Vissarion Belinskijs liv och brevväxling), Istorija russkoj etnografii (fyra delar, 1890-91) och det monumentala Istorija russkoj literatury (fyra band, 1890-99; rysk litteraturhistoria fram till Aleksandr Pusjkin och Nikolaj Gogol).
Från och med upprättandet av tidskriften "Vjestnik Jevropy" (1867) var Pypin en av dess flitigaste medarbetare och publicerade där en mängd värdefulla artiklar, däribland Russkoje masonstvo v XVIII v. (Ryska frimureriet på 1700-talet, 1867-68), Feofan Prokopovitj (1869), Panslavizm v prošlom i nastojaščem och Literaturnyj panslavizm (1878-79), Polskij voproz v russkoj literaturě (1880; Polska frågan i ryska litteraturen) och Obzor russkich izučenii slavjanstva (1899, en översikt av den ryska slavistiken). 
Pypin invaldes 1872 i ryska vetenskapsakademien, men undervisningsministern Dmitrij Tolstoj hindrade i många år hans utnämning, särskilt på grund av hans framställning av Alexander I:s senare regeringstid, och Pypin drog sig självmant tillbaka. Först 1897 blev han åter högtidligt invald. För den ryska kulturhistorien var han i många avseenden banbrytande, så till exempel i sin uppfattning av Alexander I:s tidevarv, i klargörandet av Belinskijs karaktär och i den riktiga värdesättningen av Peter den stores reformarbete. Pypins verk utgör omkring 30 band.